# Drepanosticta aries
Drepanosticta aries är en trollsländeart som beskrevs av James George Needham och Gyger 1941. Drepanosticta aries ingår i släktet Drepanosticta och familjen Platystictidae. Inga underarter finns listade i Catalogue of Life.